# Universal Lexicon

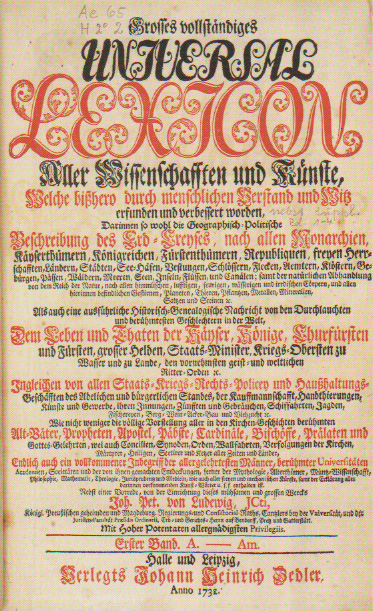
L’Universal-Lexicon de Johann Heinrich Zedler est l’encyclopédie en langue allemande la plus importante du XVIIIe siècle. Cette page de titre est postérieure à la 1re édition dite de Leipzig Michaelmas (1731).

La Grosses vollständiges Universal-Lexicon aller Wissenschafften und Künste (en français : La Grande et très complète Encyclopédie de tous les Arts et de toutes les Sciences) est une encyclopédie rédigée en langue allemande et qui comprend 68 volumes, publiée sous la direction de Johann Heinrich Zedler entre 1731 et 1754. Ce fut la première encyclopédie à introduire des notices biographiques de personnes vivantes.

## Le titre
Libraire et éditeur, Zedler montra cette encyclopédie pour la première fois à la foire de Leipzig. Le titre original proposait à lui-seul un vaste sommaire et l’on comprend à le lire toute l’étendue des savoirs abordés : « Description du monde géographique et politique (monarchies, empires, royaumes, principautés, républiques, États libres, pays, villes, ports, place-fortes, châteaux, domaines, seigneuries, monastères, montagnes, cols, forêts, mers et lacs…) mais aussi l’histoire généalogique des plus grandes familles du monde, la vie des empereurs, rois, électeurs et princes, les héros, les ministres, les grands militaires ; également les politiques de gouvernement quant à la guerre, la justice, le budget, la noblesse et les bourgeois, les commerçants, les artisans. »
Plus tard, Zedler qualifiera lui-même son ouvrage de Zedlersches Lexikon. Au milieu du XVIIIe siècle, avec le temps, on l’appela Zedlers Universal-Lexicon ou Universal-Lexicon.

## Organisation rédactionnelle
Bien que l’encyclopédie fut initiée, imaginée et dirigée par Zedler, il fut le premier à proposer une répartition du travail par volume : furent délégués des « responsables éditoriaux », des personnalités relativement autonomes, qui assurèrent non seulement le suivi, la coordination mais aussi une partie de l’adaptation et la cohérence de certaines notices, et sans doute, une partie du recrutement des rédacteurs et des « petites mains », mais non sans problème. Citons Jacob August Franckenstein (qui démissionna en mars 1733 et mourut deux mois plus tard) pour les volumes 1 et 2, Paul Daniel Longolius pour les volumes 3 à 18, et Carl Günther Ludovici pour les volumes 19 à 64, ainsi que les suppléments.
En revanche, on sait très peu de choses sur les simples rédacteurs de notices. On peut penser qu’Heinrich Winkler rédigea une grande partie de tout ce qui rapportait à la médecine, et que, probablement, Friedrich August Müller s’occupa de la partie rédactionnelle quant à la philosophie. 
Lorenz Christoph Mizler prétendit avoir rédigé les articles mathématiques. Johann Heinrich Rother et Johann Christoph Gottsched ont sans doute été également des contributeurs, bien qu’ils s’en défendirent.
En définitive, les noms des contributeurs recrutés par Zedler demeurent en grande partie inconnus. C’est d’autant plus regrettable que des accusations de plagiat ne manquèrent pas de tomber au cours des vingt années que dura la publication des 68 volumes.

## L’impression
Cette encyclopédie est sans doute la première encyclopédie moderne en langue allemande. Elle est aussi la plus grosse de son temps, du moins en Occident, dépassant même en volume et en nombre d’articles la future Encyclopédie de Diderot et D’Alembert (1751).
À l’origine, Zedler prévoyait 12 volumes. Quelques mois après la publication des deux premiers volumes, on parlait déjà de 24 volumes prévus. Finalement, l’aventure de l’Universal-Lexicon prit fin avec 64 volumes, 750 000 articles, pour un total de 62 571 pages !
Sur le plan commercial, Zedler pré-vendit son encyclopédie par le biais du Pränumeration, un système qui, à la différence de la vente par souscription, propose à l’acheteur de verser en avance la globalité du montant moyennant une importante remise.
Tous les volumes furent imprimés dans les caves de la fameuse Maison des orphelins de Halle où se trouvait l’atelier d’imprimerie fondé par August Hermann Francke. 
Un reprint de l’Universal-Lexicon fut publié en 1961-1964 à Graz en Autriche.

## Édition en ligne
À Munich, le Münchener Digitalisierungszentrum (MDZ) vient d’achever[Quand ?] la numérisation complète de l’Universal-Lexicon et de ses suppléments, le tout comprenant un index avec des liens hypertextes.